# Salvador Gómez Valdés
Salvador Gómez Valdés (Vélez-Málaga, Málaga, 31 de octubre de 1957) es un periodista español.

## Trayectoria profesional
Es licenciado en Ciencias de la Información, rama de Periodismo (1974-1979) por la Facultad de Ciencias de la Información (Universidad Complutense de Madrid) y doctor en Ciencias de la Información (2010-2013) por la misma facultad, además de máster en guion y realización de documentales, periodismo de investigación y en locución y presentación de programas de radio y televisión por el Instituto RTVE. 
Su imagen y su voz han estado siempre ligadas a la divulgación cultural, literaria y científica en distintos medios de comunicación, tanto prensa como radio y televisión. Sus primeros pasos profesionales los dio en el mundo de la radio; presente en Radio Nacional de España desde finales de los años setenta, en esa emisora realizó el programa El perfil del ruedo, además de colaborar en el espacio La Barraca.
Su salto a televisión se produce en octubre de 1987 cuando es elegido para presentar junto a Inka Martí (luego sustituida por Ana García-Siñeriz) el concurso sobre el correcto uso del castellano Hablando claro de TVE.
Entre mayo de 1991 y enero de 1992, dirigió y presentó también en Televisión Española el espacio de actualidad literaria A toda página.
Entre 1998 y 2007 presentó junto a María San Juan el programa divulgativo más veterano de TVE, La aventura del saber. En 2007 pasa a dirigir el programa, que también copresenta hasta su jubilación en octubre de 2022.
En 2020 publicó el ensayo El lugar de la cultura en la programación de televisión (editorial Cátedra) y en 2022 el poemario Herencia (editorial La Fea Burguesía). En 2023 publica la novela “Ciudad Libertad” (editorial Renacimiento) sobre la vida universitaria en Madrid durante la segunda mitad de los años setenta. En octubre de 2024 publica “Soñando en público”(editorial Carena), su segunda novela, que transcurre durante los primeros años de la Transición en Radio Nacional de España y también protagoniza Ángel del Valle, especie de “alter ego” del autor.